# Bogdan Žižić
Bogdan Žižić (8 de novembre de 1934 - 29 d'abril de 2021) va ser un director de cinema croat. Žižić era considerat un dels directors croats més prolífics de curtmetratges documentals, i també era conegut per diversos llargmetratges aclamats per la crítica realitzats durant la dècada de 1970.
Žižić s'havia graduat a la Facultat de Dret de la Universitat de Zagreb abans de començar a fer cinema a principis dels anys 60. De 1960 a 1964 va treballar com a dramaturg a la productora Zagreb Film, i va debutar com a director amb la pel·lícula de 1964 Poplava, un documental sobre la inundació de Zagreb de 1964. Va continuar realitzant diversos documentals aclamats als anys seixanta i setanta, sobretot sobre temes socials i art.
Després de fer uns quants curtmetratges experimentals surrealistes a principis dels anys setanta, Žižić va començar a fer llargmetratges, les seves obres més destacades van ser Kuća (1975) i Ne naginji se van (1977), que va guanyar els premis Gran Arena d'Or a la millor pel·lícula a les edicions de 1975 i 1977 del Festival de Cinema de Pula. Això el va convertir en l'únic director de cinema els dos primers llargmetratges del qual van guanyar el premi
A la segona meitat de la dècada de 1980 i a principis de la dècada de 1990, Žižić va exercir com a cap de Zagreb Film. El 2008 Žižić va rebre el Premi Vladimir Nazor per la seva trajectòria vital, i el 2009 Žižić va ser nomenat guanyador inaugural del premi honorari a la trajectòria vital "per les contribucions a la realització de documentals " al festival de cinema ZagrebDox de 2009, juntament amb el cineasta estatunidenc Jon Alpert.

## Filmografia
- Kuća (1975)
- Ne naginji se van (1977)
- Daj što daš (1979)
- Rani snijeg u Münchenu (1984)
- Cijena života (1994)